# ينغجة رضا بيغلو (سردابة)
ینغجة رضا بیغلو (بالفارسية: ینگجه رضابیگلو) هي قرية تقع في إيران في أردبيل. يقدر عدد سكانها بـ 379 نسمة بحسب إحصاء 2016.